# I Never Loved a Man (the Way I Love You)
Singles de Aretha Franklin
Mockingbird
(1966) Respect
(1967)
I Never Loved a Man (the Way I Love You) est une chanson de la chanteuse américaine Aretha Franklin incluse dans son album I Never Loved a Man the Way I Love You paru en mars 1967.
Publiée en single (sous le label Atlantic Records) en février de la même année,, la chanson a atteint la 9e place du Hot 100 du magazine musical américain Billboard, passant en tout 11 semaines dans le chart.
En 2004, Rolling Stone a classé cette chanson, dans la version originale d'Aretha Franklin, 186e sur la liste des « 500 plus grandes chansons de tous les temps ». (En 2010, le magazine rock américain a mis à jour sa liste, maintenant la chanson est 189e.)

## Composition
La chanson a été écrite et composée par Ronnie Shannon. L'enregistrement d'Aretha Franklin a été produit par Jerry Wexler.